# Монастырь Козия
Монастырь Козия (рум. Mănăstirea Cozia) — монастырь Рымникской архиепископии Румынской православной церкви, расположенный в Кэлимэнешти. Его основателем является Мирча Великий, а монастырь отреставрировали Нягое Басараб и Константин Брынковяну.
Монастырский храм посвящён Святой Троице.
Монастырь Козия сохранил свой первоначальный вид в моравском стиле, несмотря на последующие дополнения и эклектику. На самом деле монастырская церковь, вероятно, была построена теми же мастерами после церкви Святого Первомученика Стефана в Крушеваце. Позже монастырь получил элементы брынковянского стиля.
В монастыре хранятся саркофаг Мирчи Великого и могила матери Михая Храброго — монахини Феофана.